# André 3000
André Lauren Benjamin (nascido em 27 de maio de 1975), conhecido profissionalmente como André 3000, é um rapper, cantor, compositor, produtor musical, ator e flautista americano. Nascido e criado em Atlanta, Geórgia, ele foi metade da dupla de hip hop do sul Outkast, ao lado do rapper Big Boi, formada em 1992. Benjamin é amplamente reconhecido como um dos maiores rappers de todos os tempos.
Como parte do Outkast, os seis álbuns de estúdio da dupla alcançaram grande sucesso crítico e comercial, gerando singles icônicos como "Ms. Jackson", "Roses", "So Fresh, So Clean" e "Elevators (Me & You)", entre outros. O quinto álbum da dupla, o disco duplo Speakerboxxx/The Love Below (2003), incluiu o single solo de Benjamin, "Hey Ya!", que chegou ao topo da Billboard Hot 100 e venceu o Grammy de Melhor Performance Urbana/Alternativa. Após a separação do Outkast em 2007, Benjamin tornou-se menos ativo como artista solo em comparação com Big Boi, embora tenha feito participações altamente aclamadas em trabalhos de outros artistas, o que lhe rendeu mais três prêmios Grammy, entre oito indicações como artista solo.
Em 2023, Benjamin assinou com a Epic Records para lançar seu álbum de estreia solo, New Blue Sun, um trabalho instrumental destacando suas performances na flauta. O álbum foi indicado ao prêmio de Álbum do Ano no 67º Grammy Awards, sendo sua primeira indicação solo e a terceira geral nessa categoria, após Stankonia (2000) e Speakerboxxx/The Love Below (2004) com o Outkast, este último vencedor do prêmio.
Fora da música, Benjamin atuou em filmes e séries de TV como Families, The Shield, Be Cool, Revolver, Class of 3000, Semi-Pro, High Life, Four Brothers e no papel principal de Jimi Hendrix em All Is by My Side. Ele interpretou Fredwynn na série Dispatches from Elsewhere da AMC e esteve na adaptação de 2022 do romance White Noise, de Don DeLillo.

## Primeiros anos
Benjamin nasceu em Atlanta, Geórgia, filho de Sharon Benjamin Hodo, mãe solteira que trabalhava como corretora de imóveis, e Lawrence Walker. Sendo filho único e crescendo em East Point, Decatur e Buckhead, Benjamin viu diversos estilos de vida (de vestuário e de música), os quais foram combinados em sua carreira. Ele frequentou a Sutton Middle School e a Tri-Cities High School, onde uma professora de orquestra, Sra. Natalie Colbert, o ensinou a tocar violino.

## Carreira
No ginásio, Benjamin (que adotara o nome artístico de "Dre") conheceu Antwan "Big Boi" Patton e, após algumas batalhas de rap, os dois se juntaram para formar Outkast. Logo após a formatura da escola, a dupla assinou um contrato com uma gravadora de Atlanta, a LaFace, e lançaram seu primeiro álbum Southernplayalisticadillacmuzik em 1994.  Impulsionado pelo sucesso da faixa "Playa's Ball", ganharam disco de platina ao final do mesmo ano e o Outkast foi nomeado Melhor Novo Grupo de Rap do Ano no Source Awards de 1995.
Em seus dois álbuns seguintes, ATLiens e Aquemini, o Outkast fez experiências como adicionar elementos sonoros de trip-hop, soul, e jungle. As letras de Benjamin receberam um tom mais surreal. Nessa época, Benjamin começou a aprender a tocar violão e a pintar e se envolveu com a cantora de neo soul Erykah Badu.
O quarto álbum do Outkast, Stankonia, viu Benjamin adotar o novo nome de Andre 3000 (principalmente para não ser confundido com Dr. Dre) e aumentou o sucesso do grupo com o sucesso Ms. Jackson, que chegou à primeira posição da prestigiada lista Billboard. A música fora escrita logo após o término do relacionamento de Benjamin com Badu e era uma versão metafórica da desintegração do relacionamento.
Em 2001, o Outkast lançou um álbum de maiores sucessos, Big Boi and Dre Present… OutKast, com algumas novas faixas. Uma delas, "The Whole World", ganhou um Grammy de Melhor Performance de Rap por uma Dupla ou Grupo.
Em 2003, o Outkast lançou Speakerboxxx/The Love Below, um disco duplo que destacava as diferenças nos estilos musicais dos dois integrantes do grupo. A metade de Andre do álbum, "The Love Below", foi a que chamou mais atenção do público, com os hits "Hey Ya!" e "Roses".
Andre entrou na indústria cinematográfica e apareceu em séries de televisão. Atualmente, está gravando um longa-metragem com Big Boi para a HBO. Andre lançou a sua própria linha de roupas, a "Benjamin Bixby", no começo de 2008.
Ele voltou ao rap em 2007 após um longo tempo, participando em vários remixes. Recentemente participou também do single "Royal Flush", de Big Boi. Benjamin declarou recentemente que está gravando um álbum solo de rap e que sua motivação para tal foi a reação do público aos seus remixes.
Recentemente fez uma participação na música 'Party' de Beyoncé, no álbum 4.

## Pseudônimos
Andre tem um considerável número de codinomes:
- "Cupid Valentino" (Cupido Valentino) - da música "Happy Valentine's Day" ("Feliz Dia dos Namorados")
- "Dre" (seu nome artístico original)
- "Ice Cold"
- "Possum Aloysius Jenkins"
- "Dookie (Blossumgame III)"
- O nome ao contrário, "Benjamin André"
- "Love Pusher"
- "Binhamin"
- "Johnny Vulture"(Johnny Urubu)
- "Funk Crusader"
- "Chamelio Salamander"
- "3 Stacks"
- "Sunny Bridges"
- "Andre 3k"

A maioria desses nomes aparece no clipe de "Hey Ya", onde ele e suas réplicas têm nomes diferentes ("Johnny Vulture", "Dookie", "André (Ice Cold) 3000", "Possum Jenkins" e "Benjamin André").
Quando um policial perguntou seu nome no programa Punk'd, ele respondeu "Bill Bixby".

## Vida pessoal
Benjamin é um vegetariano rígido. Em 2004, ao lado de Alicia Silverstone, Andre foi eleito 'Celebridade Vegetariana Mais Sexy' pela PETA. Ele tem um filho com sua ex-esposa, Erykah Badu, chamado Seven Sirius Benjamin.
Um de seus trabalhos mais recentes é sua participação no filme All Is By My Side, onde fará o papel principal. Interpretará o cantor, compositor e maior guitarrista da história do rock, Jimi Hendrix.

## Discografia
- 1994 : Southernplayalisticadillacmuzik
- 1996 : ATliens
- 1998 : Aquemini
- 2000 : Stankonia
- 2001 : Big Boi and Dre Present...
- 2003 : Speakerboxxx/The Love Below
- 2006 : Idlewild
- 2023 : New Blue Sun (Solo)

## Filmografia
| Ano  | Filme                             | Papel                                                                                                | Anotações   |
| ---- | --------------------------------- | --- | ----------- |
| 2003 | Hollywood Homicide                | Silk Brown                                                                                           |             |
| 2005 | Be Cool                           | Dabu                                                                                                 |             |
| 2005 | Four Brothers                     | Jeremiah Mercer                                                                                      |             |
| 2005 | Volcano High                      | Kim Yung Soo                                                                                         | Apenas Voz  |
| 2005 | Revolver                          | Avi                                                                                                  |             |
| 2006 | OutKast: Idlewild                 | Percival                                                                                             |             |
| 2006 | Charlotte's Web                   | Elwyn the Crow                                                                                       | Apenas voz  |
| 2006 | Scary Movie 4                     | Jack                                                                                                 | Sem Crédito |
| 2007 | Fracture                          | George                                                                                               |             |
| 2007 | Battle in Seattle                 | Django                                                                                               |             |
| 2008 | Semi-Pro                          | Clarence Withers/Coffee Black/Downtown "Funky Stuff" Malone/Sugar Dunkerton/"Jumping" Johnny Johnson |             |
| 2010 | The After Party: The Last Party 3 | Himself                                                                                              |             |
| 2013 | Jimi: All Is by My Side           | Jimi Hendrix                                                                                         |             |

## Televisão
| Ano        | Programa       | PApel                                                        | Anotações    |
| ---------- | -------------- | ------------------------------------------------------------ | ------------ |
| 2004; 2008 | The Shield     | Comic Book Store Owner then later politician, Robert Huggins |              |
| 2006–2008  | Class of 3000  | Sunny Bridges                                                | 26 episódios |
| 2008       | About a Girl   | Security guard                                               | 1 episódio   |
| 2016       | American Crime | Michael LaCroix                                              | Recorrente   |

## Vídeo games
Benjamin forneceu sua voz para o jogo de 2005 L.A. Rush, e também para a versão beta do jogo.